# Leander Harvey McNelly

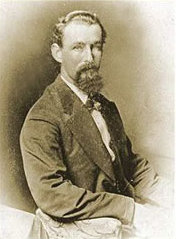
Leander Harvey McNelly (1875)

Leander Harvey McNelly (* 12. März 1844 in der Nähe Follansbee, Brooke County, Virginia; † 4. September 1877 nahe Burton, Texas, USA) war ein amerikanischer Polizist und Captain der Texas Rangers.

## Biografie
Leander H. McNelly verlebte seine ersten Lebensjahre in der Familie seines älteren Bruders Peter McNelly teilweise in Missouri, bevor die Familie nach Virginia zurückkehrte.
In den späteren 1850er Jahren hatte sich Peter McNelly zusammen mit Leander H. McNelly in Washington County, Texas angesiedelt. Bereits um 1860 wurden bei Leander McNelly Anzeichen einer schweren Tuberkulose-Erkrankung festgestellt, die schließlich zu seinem Tode führte.
In den Jahren vor dem Ausbruch des Bürgerkriegs arbeitete Leander H. McNelly unter anderem für Rancher, u. a. Travis J.Burton.

## Texas Ranger
Im September 1861 trat McNelly als Soldat der Campbell Company, 2. Regiment der Brigade Sibley, 5. Texas Cavalry bei.
Er war aktiv bei Aufgaben in New Mexico, Galveston und Louisiana. Bis zum Ende des Krieges war er als Captain einer Einheit mit der Jagd nach Deserteuren befasst.
Nach dem Krieg kehrte McNelly in die Landwirtschaft in der Nähe von Brenham, Texas zurück. Er arbeitete auch einige Zeit für das General Land Office. Als während einer Wiederaufbau-Phase die State Police Agentur im Jahr 1870 gegründet wurde, akzeptierte McNelly eine Stellung als einer von vier Captains der Polizeieinheit.
Er wurde in Walker County im Februar 1871 verwundet, diente aber weiterhin in der Staatspolizei, bis sie im April 1873 aufgelöst wurde.
Im Jahr 1874 wurde McNelly beauftragt, eine besondere Einheit der Texas Rangers, genannt Washington County Freiwillige aufzustellen und wurde ihr Befehlshaber. Unterstützt wurde er dabei von seinem First Lieutenant Jesse Lee (Leigh) Hall und seinem Sergeant Bulldogg John B. Armstrong. Obwohl separiert vom Grenzer-Bataillon war die Mission der „Special Force“ das gleiche – die Grenze vor Verletzungen durch Verbrecherbanden sowohl innerhalb als auch außerhalb der Staatsgrenzen zu schützen.
McNelly’s Rangers waren sehr aktiv bei der Unterdrückung der Gesetzlosigkeit, der Outlaws, im Nueces-Streifen, einem Bereich des Landes entlang der Grenze zwischen dem Nueces River (Corpus Christi) und dem Rio Grande. Sie waren maßgeblich an der Niederschlagung des Sutton-Taylor Aufstandes und der Eindämmung der Aktivitäten von John King Fisher und Juan Cortina im Grenzgebiet zu Mexiko beteiligt.
Obwohl die „Special Force“ sehr wirksam war, sahen aber viele ihre Taktik als zu aggressiv an. Beispielsweise überquerten McNelly und seine Männer die Grenze zu Mexiko und waren dort, bei dem Versuch, gestohlenes Vieh zurückzuholen, in Feuergefechte mit Banditen (u. a. mit John King Fishers Bande) verwickelt. Dies war nach Ansicht von Politikern beider Länder nicht erlaubt und stellte nach der Ansicht verschiedener Politiker einen Verstoß gegen die Gesetze beider Staaten dar.
Gegen Anfang des Jahres 1877 wurde McNelly durch die weiter fortschreitende Tuberkulose, an der er seit Jahren litt, arbeitsunfähig. Er war gezwungen, sein Kommando niederzulegen und verbrachte die letzten Wochen im Ruhestand auf seinem Hof. Seine Einheit übernahm nach einer Umstrukturierung im Januar 1877 First Lieutenant Jesse Lee (Leigh) Hall als Kommandeur mit dem Second Lieutenant John B. Armstrong.
Leander H. McNelly starb am 4. September 1877. Er hinterließ seine Ehefrau Carey Cheek McNelly und zwei Kinder. Er wurde bei Burton, Texas begraben.
Er wurde postum in die Hall of Fame der Texas Ranger aufgenommen.
Während des Zweiten Weltkrieges wurde ein Liberty-Schiff nach ihm benannt.

## Mediale Verarbeitung
Im Film Texas Rangers, welcher die Aufstellung und die Arbeit der Washington County Freiwilligen erzählt, wird Leander H. McNelly von Dylan McDermott dargestellt.